# Белл, Даниел (социолог)
Даниел (Дэ́ниел) Белл (10 мая 1919 года, Нью-Йорк, США — 25 января 2011 года, Кембридж, Массачусетс, США) — американский социолог и публицист, создатель теории постиндустриального (информационного) общества, профессор Гарвардского университета, где трудился с 1969 года (по 1990). Лауреат премии Алексиса де Токвиля за гуманизм (1999).

## Биография
Сын польско-еврейских иммигрантов Бенджамина Болоцкого и его жены Энн Каплан. Первым языком Даниела был идиш. Его отец умер, когда Даниелу было восемь месяцев. Рос он в бедности с матерью и старшим братом. Когда ему было 13 лет, фамилию семьи изменили на Белл. Тогда же, в 1932 году, он вступил в Young People's Socialist League (1907).
Получил степень бакалавра в 1938 году в Городском колледже Нью-Йорка, затем год учился в Колумбийском университете.
В 1940—1950 годы работал журналистом и редактором. Он стал главным редактором The New Leader в 21 год в 1941 году (по 1945 год; сравнивая который с Partisan Review впоследствии, отмечал бо́льшую влиятельность первого "с точки зрения антисталинской борьбы"), будучи его штатным автором с года ранее, сотрудничал же с данным изданием с 1938 года. Он порвет с ним в связи с тем, "что некоторые называют чрезмерно резкой риторикой журнала времен холодной войны".
Однако с 1948 по 1958 год вновь будет его штатным автором. С 1944 также являлся постоянным автором Partisan Review на протяжении десятилетий.
Начало академической карьеры: 1958—1969 годы — преподавал социологию в Колумбийском университете.
1960 год — получил степень доктора философии там же.
В 1965 году вместе с Ирвингом Кристолом основывает The Public Interest, с коим порвет в 1970-х годах из-за того, что, как отмечается, "считал все более неоконсервативным характером Кристола".
1969—1990 годы — преподавал социологию в Гарвардском университете. 
В 1973 году опубликовал прославившую его книгу «Грядущее постиндустриальное общество. Опыт социального прогнозирования» (The coming of post-industrial society: A venture of social forecasting). 
В предисловии к русскому изданию «Прихода постиндустриального общества» Белл писал: «Но я вовсе не антимарксист (как обвиняли его в период СССР. - прим. Л. Е. Гринина). Как может быть ученый-социолог антимарксистом? Многое в марксистском анализе социальных и производственных структур сохранило свое значение и вошло в современные теории... Я бы скорее назвал себя постмарксистом, в том смысле, что я воспринял достаточно много марксистских представлений о социуме». Белл даже указывал марксизм своей "первой любовью".
Сам cебя он однажды описал как «социалиста в экономике, либерала в политике и консерватора в культуре».
Его указывали, вероятно, «величайшим умом в группе» нью-йоркских интеллектуалов. А также называли в числе 25 ведущих социальных теоретиков современной эпохи, находясь в одном ряду с признанными гигантами этой области — Марксом, Вебером, Дюркгеймом, Зиммелем, Мидом, Дюбуа, Парсонсом, Гофманом, Гарфинкелем и Фуко.
П. С. Гуревич отмечал о нем:
...Крупный учёный, автор весьма распространённых на Западе концепций. Именно он в 60-е годы выступил как автор и комментатор концепции деидеологизации, то есть крушения идеологических систем.

## Идеи
Считается теоретиком постиндустриального общества. Создал теорию развития общества, альтернативную популярной марксистской схеме (развитие общества как смена формы собственности: Феодализм → Капитализм → Социализм). Предложил логику: Доиндустриальное → Индустриальное → Постиндустриальное общество. Постиндустриальное общество характеризуется главенством знания (а не собственности); наличием интеллектуальных технологий; переходом от производства товаров к оказанию услуг; ростом численности носителей знания. Если в индустриальном обществе главными фигурами были предприниматель, бизнесмен, руководитель промышленного предприятия, то сегодня «новыми людьми» являются учёные, математики, экономисты и другие представители интеллектуальных технологий.
Белл представляет общество будущего из трёх социальных классов:
1. «творческая элита учёных и высшей профессиональной администрации»;
2. «средний класс» (инженеры, научные сотрудники);
3. «пролетариат умственного труда» (техники, ассистенты, младшие сотрудники, лаборанты).

Выражал свое несогласие с теорией тоталитаризма Ханны Арендт.

### Критика
По Джону Патрику Диггинсу (John Patrick Diggins), то, что Белл предлагает как «балансирующий акт» мыслителя между противоречащими политическими идеологиями, является эклектичной и постмодернистской «политической мудростью, рожденной горем исторического опыта». Как отмечается, критическая мысль Д. Белла провозглашала — или, скорее, призывала — наступление постидеологической и постутопической эры. В действительности же его видение не отличается от взглядов польского философа Лешека Колаковского.

## Личная жизнь
Первые два брака Даниеля Белла с Норой Поташник и Элейн Грэм закончились разводами. В 1960 году он женился на литературном критике Перл Казин Белл, которая была еврейкой и сестрой Альфреда Казина. Белл был отцом двоих детей. Его сын, Дэвид Белл (David A. Bell), стал профессором французской истории в Принстонском университете, а его дочь, Джорди Белл, также работала в сфере образования.
Умер в собственном доме.

### На русском языке

#### Монографии
- Белл Д. Грядущее постиндустриальное общество. — Москва: Академия, 1999.
- Белл Д., Иноземцев В. Эпоха разобщенности. — М.: Центр исследований постиндустриального общества, 2007.

#### Статьи
- Белл Д. Социальные рамки информационного общества // Новая технократическая волна на Западе. — Москва: Прогресс, 1986. — с. 330—342.

### На английском языке
- Bell D. The End of Ideology: On the Exhaustion of Political Ideas in the Fifties. — N.Y.: Free Press, 1965, ISBN 0-674-00426-4
- Bell D. The coming of post-industrial society: A venture of social forecasting. — N.Y.: Basic Books, 1973, ISBN 0-465-01281-7
- Bell D. The cultural contradictions of capitalism. — N.Y.: Basic Books, 1976.